# William Petty
Sir William Petty (26. května 1623 Romsey, Anglie – 16. prosince 1687 Londýn) byl anglický námořník, ekonom, statistik a vojenský lékař, spoluzakladatel klasické politické ekonomie a zakladatel pracovní teorie hodnoty.
Tvrdil, že hodnotu výrobku určuje práce, vynaložená na jeho výrobu. Základem mzdy je podle něj existenční minimum pracovníka. Nadhodnota (za kterou považoval i rentu nebo úrok) je podle něj přímo úměrná výšce mzdy.
Pettyho názory na zahraniční obchod, jeho ekonomický nacionalismus, obdiv k absolutismu a jeho argumenty ve prospěch státních intervencí do hospodářství ho řadí k merkantilistům, ale pro svůj analytický způsob uvažování a jeho přístupy k hodnotě a úroku ukazují, že je předchůdcem politické ekonomie.

## Dílo
- A Treatise of Taxes and Contributions (1662)
- Political Arithmetic (přibl. 1676, vydáno 1690)
- Verbum Sapienti (1664, vyd. 1691)
- Political Anatomy of Ireland (1672, vyd. 1691)
- Quantulumcunque Concerning Money (1682, vyd. 1695)